# Balduí de Bèlgica
Balduí de Bèlgica (Brussel·les, 1930 — Motril, Província de Granada, 1993) fou rei dels belgues des de 1951 fins a la seva mort.

## Biografia
El 1920 el rei Albert I de Bèlgica va decidir abandonar els títols de duc de Saxònia i príncep de Saxònia-Coburg Gotha i ell i els seus successors només porten el títol de Rei dels belgues.

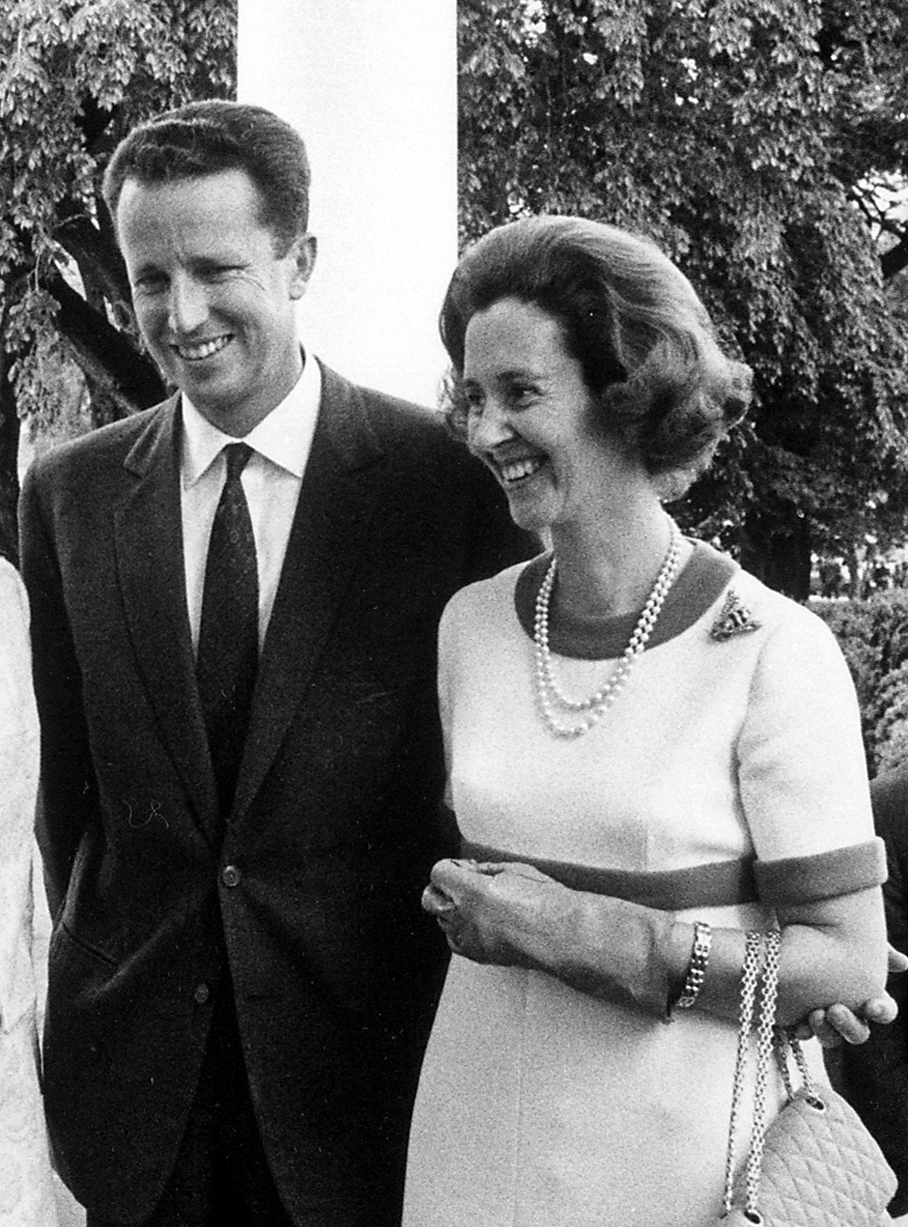
El rei Balduí I de Bèlgica i la reina Fabiola, el 1969.

Nascut al castell de Stuyenberg a Brussel·les el dia 7 de setembre de l'any 1930 com a fill del rei Leopold III de Bèlgica i de la princesa Àstrid de Suècia, Balduí era net per via paterna d'Albert i de la duquessa Elisabet de Baviera, mentre que, per via materna, ho era del príncep Carles de Suècia i de la princesa Ingeborg de Dinamarca.
Educat al castell de Stuyenberg junt amb els seus germans, perdé la seva mare en un accident automobilístic a Suïssa quan tenia cinc anys. Amb l'ocupació nacionalsocialista fou retingut a Bèlgica junt amb la resta de la família reial. A l'alliberament d'Alemanya, on havien sigut transportats els últims dies de la guerra, la família s'exilia a Suïssa. L'actitud de son pare que des dels anys 1930 no va amagar la seva simpatia per a un règim polític autoritari, havia portat la població al límit de la guerra civil. El seu segon casament vers la fi de la guerra, considerat com una frivolitat mentrestant que la població patia i grans parts de l'exèrcit eren empresonades, va ser la gota que va fer vessar el got. El govern no podia garantir-se la seva seguretat, si tornés al país. El 1950 va celebrar-se un referèndum per resoldre la qüestió reial al qual només 57,68% de la població va aprovar el retorn de Leopold III. Davant la feble majoria, el 16 de juliol de 1951 aquest abdicà en favor de son fill Balduí. A 21 anys, el rei més jove de la història del país, accedí al tron en un moment en què la monarquia belga es trobava en una crisi profunda.
El 15 de desembre de 1960, Balduí es casà a Brussel·les amb l'aristòcrata espanyola filla dels marquesos de Casa Riera i dels comte de Mora Fabiola de Mora y Aragón. Ja el 1961, els joves casats van tenir cita amb el general insurrecte i dictador Francisco Franco per a un dinar al seu iot, l'Azor, cosa que no va plaure a l'esquerra belga. Franco hi veia una ocasió per sortir del seu aïllament diplomàtic. La parella no tingué fills i sempre mantingueren una relació especial amb el seu nebot, l'actual rei Felip de Bèlgica. Amb els anys, Fabiola i Balduí van reeixir a tornar a donar una certa popularitat a la monarquia.
El 1960, la colònia belga del Congo aconseguí la independència. Balduí assistí a la celebració festiva de transmissió del poder, on pronuncià un discurs en el qual mostrà cert menyspreu vers la menció de les d'atrocitats comesos pels belgues al Congo en altres discursos oficials. També el seu paper indirecte en l'assassinat del primer primer ministre de la nova república, Patrice Lumumba mai va ser clarificat. Certes fonts van criticar l'actitud del rei davant del cas Lumumba. Com que estava al corrent que es planificava un assassinat i que no va fer res per a protegir Lumumba, certs historiadors parlen de no assistència a una persona en perill, poc compatible amb el respecte de la vida que manifestà en altres circumstàncies com a catòlic practicant. També foren molt criticades les seves estades i visites a l'Espanya franquista i les seves trobades freqüents amb el dictador. Segons la historiadora Anne Morelli, això s'explica ni més ni menys per l'amistat profunda que lligava les dues famílies. El 1975, després de la mort de Francisco Franco, volia assistir al funeral però el govern li ho va prohibir.
Extremadament religiós, a través de la influència del cardenal belga Leo Suenens, Balduí va participar en el moviment carismàtic, aquesta devoció al límit del clericalisme li van fer perdre molta simpatia en la creixent franja secularitzada de la societat.
L'any 1990 Balduí va refusar de sancionar la llei que permetia l'avortament, contràriament al seu deure constitucional. Com que refusava de dimitir, el govern va haver de trobar una interpretació creativa de l'article 82 de la constitució i durant dos dies van declarar-lo «en la impossibilitat de regnar». En tal cas els dos parlaments reunits poden sancionar una llei. L'article 82 preveu normalment els casos en els quals el rei sigui presoner o tingui un problema de salut greu, però per a l'ocasió en van ampliar a la «impossibilitat moral de regnar».
El 31 de juliol de 1993 morí a Vil·la Astrida a Motril (Província de Granada), on era de vacances amb la seva muller. La seva mort fou inesperada i foren declarats tres dies de dol al seu país. Fou enterrat a la cripta de l'Església de la Mare de Déu de Laken, un barri de Brussel·les.

## Successió
Arran de la mort de Balduí fou coronat rei el seu germà Albert, príncep de Lieja.